# Російський сир
«Російський» сир — напівтвердий сичужний сир з пастеризованого коров'ячого молока.
Бренд «Сир „Російський“» не має правовласника, випускається великою кількістю російських та білоруських заводів.
Оригінальна рецептура сиру була розроблена в середині XIX століття пруссько-швейцарськими поселенцями, сім'єю Вестфаль, з долини Емменталь (кантон Берн) під назвою сир «Тільзитер». Цей сорт сиру виготовлявся в Східній Пруссії у місті Тільзит. Після Другої світової війни місто Тільзит перейшло під контроль РРФСР у складі Радянського союзу й стало називатися містом Совєтськ Калінінградської області, а сорт сиру «Тільзитер», що виготовлявся в цьому місті, був привласнений Радянським союзом собі під назвою сир «Російський».[джерело?] У цей час сир «Тільзитер» виготовляється, різними виробниками, в країнах ЄС та Австралії, також він продається в США.
Виготовляється з пастеризованого коров'ячого молока з внесенням згортаючого молоко сичужного ферменту та закваски мезофільних молочнокислих бактерій. Сир напівтвердий, жовтого кольору, на зрізі видно мереживо з дрібних вічок. Смак злегка кислуватий. Напівтвердий сир з жирністю 50±1,6 %.
У виробництві також використовуються затверджувач хлорид кальцію (E509), нітрати натрію або калію (E251, E252), лізоцим (E1105), ортофосфат кальцію (E341), бета-каротин (Е160а), екстракт аннато (E160b). Поверхня головки обробляється фунгіцидами: сорбінова кислота (E200), сорбат натрію (E201), сорбат калію (E202) та ін.